# Klub historického vojenství Brno
Klub historického vojenství Brno (KHV Brno) patří mezi nejstarší a největší dobrovolné organizace, sdružující zájemce o vojenskou historii a vojenství. Byl založen na podzim roku 1989, skupinou patnácti nadšenců. Po šestnácti letech aktivní činnosti čítá členská základna KHV Brno cca sto osob různých profesí a různého věku.
Zájem členů KHV Brno se zaměřuje především na problematiku moderních fortifikací, čs. brannou moc v letech 1918–1945, stejně jako na její potenciální spojence nebo nepřátele. Paleta zájmů je velmi pestrá, společné ale mají jedno – vojenství a vše co s ním souvisí.
Členové klubu se v průběhu roku aktivně podílejí na celé řadě akcí spojených s vojenskou historií. Spolupořádají výstavy, vzpomínkové – bojové akce (Akce Cihelna, apod.), aktivně se zapojují do rekonstrukce několika pevnostních objektů v České republice, rekonstruují těžkou bojovou a vojenskou techniku, vyhledávají a studují archivní materiály, vyhledávají pamětníky a zapisují jejich vzpomínky.
Členové klubu již řadu let provádí přímo v terénu systematický průzkum pevnostních staveb a to jak na území České a Slovenské republiky, tak v blízkém i vzdálenějším zahraničí. Průzkumná skupina KHV Brno zdokumentovala současný stav větší části pevnostních objektů na českém území a například již před časem zdárně zcela dokončila průzkum opevnění bývalého III. sboru (prostor jižní Moravy). Výsledky svých aktivit KHV Brno úspěšně publikuje.
Mezi členy klubu se lze setkat s řadou autorů publikací s tématem opevnění, nebo vojenské historie obecně, popřípadě s autory výkresů a fotografií, jejichž práce oživily několik publikací s touto tematikou.
Klub velmi úzce a úspěšně spolupracuje s řadou organizací, včetně Armády České republiky, Společnosti přátel čs. opevnění, Technického muzea v Brně atd. Posláním klubu je propagovat historii a kladné tradice naší armády, tyto mapovat a zpřístupňovat široké veřejnosti.
Členové se každoročně scházejí na svém podzimním (listopad) a jarním (březen) srazu, kde se navzájem informují o svých aktivitách a plánují společné akce.
Klub vydává svůj interní časopis BOING a členové klubu jsou odbornými spolupracovníky FORTSBORNÍKU, specializované publikace pro zájemce o historii pevnostních staveb.
Každoroční srazy KHV Brno se uskutečňují díky vstřícnosti a spolupráci s Univerzitou obrany Brno v jejich prostorách – ve velkém sále na ulici Tučkova.